# Alignement de la Petite Pierre
L'alignement de la Petite Pierre est un alignement mégalithique situé à Avrillé, dans le département français de la Vendée.

## Historique
En 1840, Léon Audé ne mentionne qu'un menhir au lieu-dit La Pierre. En 1862, l'abbé Ferdinand Baudry mentionne un deuxième bloc de 2,50 m de longueur couché au nord du premier qu'il identifie comme un second menhir. Un menhir est classé au titre des monuments historiques par liste en 1889. En 1933, Marcel Baudouin mentionne deux menhirs jumeaux qu'il nomme « groupe de la Pierre ». Le site fait l'objet de deux campagnes de fouilles en 1991 et 1992. Un troisième menhir est découvert lors de ces fouilles.

## Description
Cet alignement de trois menhirs appartient lui-même à un ensemble de plusieurs mégalithes dont les trois alignements du Bois de Fourgon situés à environ 900 m plus à l'est. Tous ces monuments ont été érigés sur une ligne de crête située entre 35 m et 50 m d'altitude.
L'alignement est constitué d'un menhir central et de deux menhirs latéraux de même taille disposés selon un axe nord-ouest/sud-est. Le menhir central mesure 5,35 m de hauteur au-dessus du sol, son poids est estimé à 35 t. Les deux menhirs latéraux, retrouvés couchés au sol, proviennent d'un unique bloc brisé en deux parties au niveau d'un filon d'aplite qui le fragilisait. Ils mesurent respectivement 3,15 m et 3,12 m de longueur pour 1,80 m et 1,85 m de largeur. Le poids du menhir situé le plus au nord est estimé entre 12 tonnes et 13 tonnes, celui du menhir le plus au sud à 15 tonnes. La face est des deux menhirs latéraux a été aplanie.

## Mobilier archéologique
Le mobilier lithique retrouvé se compose de 33 outils (dont 1 hache en dolérite), 92 éclats de silex provenant de petits galets et 2 pendeloques (1 en quartz, 1 en calcaire). Huit objets, dont les deux pendeloques, sont attribuables au Bronze ancien. 122 tessons de céramique ont été retrouvés, dans les fosses de calage et aux alentours, dont 76 attribuables au Bronze ancien, le reste correspondant à des céramiques contemporaines ou médiévales.